# Ex (editor)
Ex, een afkorting van "extended", is een regeleditor (Engels: line-editor) voor Unix-systemen.
De oorspronkelijke versie van ex was een geavanceerde versie van de standaard Unixeditor ed, die in de oorspronkelijke Berkeley Software Distribution zat. Ex lijkt zeer op ed, maar het heeft enkele opties die het gebruikersvriendelijker maken.
Sindsdien heeft ex ook een visuele interface gekregen en gaat het als vi door het leven. Meestal vormen ex en vi één programma, dat afhankelijk van de naam waarmee het aangeroepen wordt ander gedrag vertoont. Veelal leveren ex -v en vi hetzelfde resultaat, evenals ex en vi -e. Omschakelen tijdens het typen is ook mogelijk met :visual om naar 'vi' te gaan, en in vi gaat het commando Q vaak naar ex-modus.
Onder HP-UX-omgevingen is er een alias e beschikbaar dat de editor aanroept.
Voor een voorbeeld hoe met ex gewerkt kan worden, wordt naar het artikel over ed verwezen, daar dit soortgelijk is.